# Power Mac G5
Power Mac G5 — персональный компьютер линейки Power Macintosh, выпускавшийся американской компанией Apple в период с 2003 по 2006 годы. Первый настольный компьютер Apple в корпусе из анодированного алюминия. Когда он был представлен, это был самый мощный компьютер в семействе Macintosh, и компания продавала его как первый в мире 64-битный настольный компьютер.
Поставлялся с процессором PowerPC 970. Всего были выпущены три поколения G5, а после перехода Apple на процессоры компании Intel был выпущен его преемник — компьютер Mac Pro, сохранявший дизайн своего предшественника на протяжении последующих семи лет, что делает его одним из самых долгоживущих проектов в истории Apple.

## Презентация
Официально представленный на WWDC в июне 2003 года, Power Mac G5 был представлен тремя моделями, имеющими один и тот же физический корпус, но отличающимися функциями и производительностью. Несмотря на то, что новый компьютер больше предыдущего Power Mac G4, необходимость в сложной системе охлаждения означала, что внутри башни G5 было место только для одного оптического привода и двух жестких дисков.
Стив Джобс заявил во время презентации, что Power Mac G5 достигнет 3 ГГц "в течение 12 месяцев". Этому никогда бы не суждено было сбыться, через три года G5 достиг только 2,7 ГГц. Его заменил Mac Pro на базе Intel Xeon, который дебютировал с процессорами, работающими на частоте до 3 ГГц.

## Проблемы

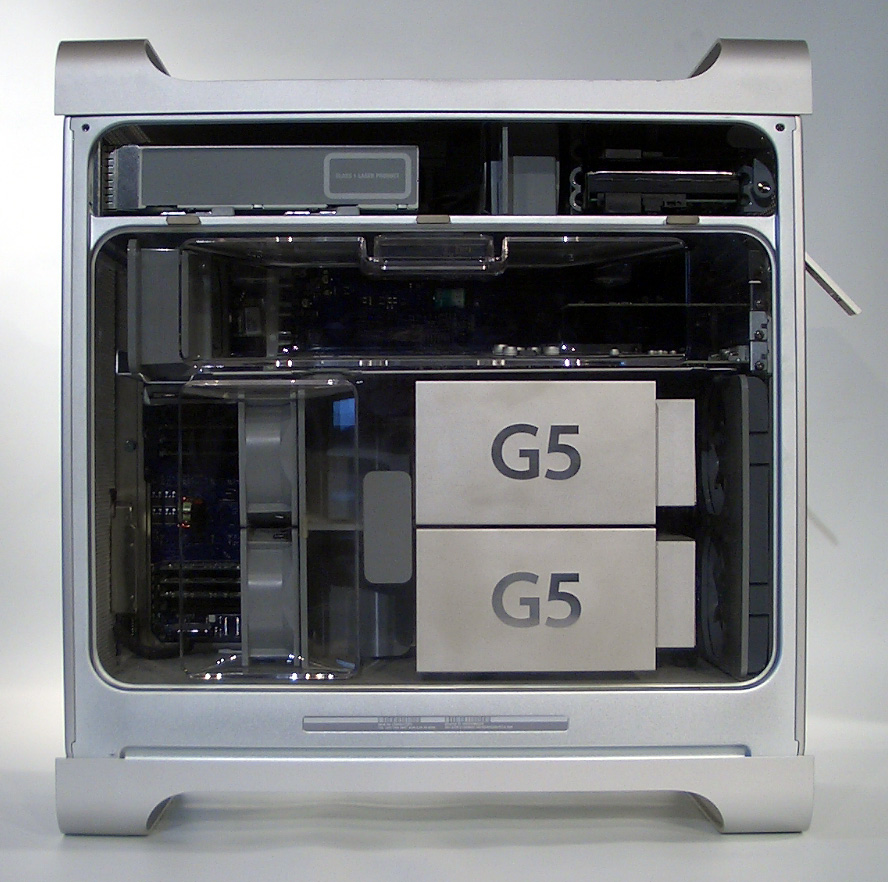
Внутренности компьютера Power Mac G5

Ранние версии двухпроцессорных Power Mac G5 имеют проблемы с шумом. Первая из них - помехи из-за выравнивающих токов, которые иногда приводят к шуму на аналоговых аудиовыходах. Эта ошибка была исправлена в ревизии B.
Вторая проблема с шумом возникла из-за "стрекочущего" звука, который может быть вызван колебаниями потребляемой мощности. Например, использование Exposé вызывает короткое стрекотание. Широко распространенный обходной путь заключается в отключении функции "спячки" процессоров с помощью Apple CHUD, но Apple не рекомендовала этого делать. Эта проблема с шумом не была устранена до тех пор, пока не было выпущено двухъядерное поколение, однако это не повлияло на модель конца 2004 года (по крайней мере, никогда не было никаких сообщений). Колебания энергопотребления позже были объяснены отсутствием функций управления питанием в одноядерных процессорах. В конце концов Apple опубликовала информацию об этой ошибке на своем сайте поддержки.
Хотя проблемы с шумом не мешали работе затронутых компьютеров, они были проблемой для аудиопрофессионалов и энтузиастов, особенно на моделях с жидкостным охлаждением, которые были специально спроектированы как механически бесшумные для требовательных слушателей.
Распространенной проблемой среди однопроцессорных G5 было то, что металлическая пластина, припаянная к материнской плате, соединяющая все восемь слотов оперативной памяти, со временем расширялась и сжималась таким образом, что компьютер не мог загрузиться должным образом, поскольку не обнаруживал никакой оперативной памяти. Единственный известный способ устранить эту проблему - это самостоятельно перепаять пластину или подвергнуть другую сторону материнской платы нагреву с помощью теплового пистолета. Последний из этих двух вариантов намного проще, поскольку для доступа к металлической пластине пришлось бы полностью извлечь материнскую плату из компьютера, в то время как все, что нужно сделать, чтобы открыть другую сторону - это снять вентилятор.

## Модельный ряд
| Модель                         | Модель                         | Середина 2003 | Середина 2003 | Середина 2003 | Середина 2003 | Конец 2004 | Конец 2004 | Конец 2004 | Конец 2004 | Конец 2004 | Начало 2005 | Начало 2005 | Начало 2005 | Конец 2005 | Конец 2005 | Конец 2005 |
| ------------------------------ | ------------------------------ | --- | --- | --- | --- | --- | --- | --- | --- | --- | --- | --- | --- | --- | --- | --- |
| Кодовое имя                    | Кодовое имя                    | "Omega, Q37" | "Omega, Q37" | "Omega, Q37" | "Omega, Q37" | "Niagara, Q77, Q78" | "Niagara, Q77, Q78" | "Niagara, Q77, Q78" | "Niagara, Q77, Q78" | "Niagara, Q77, Q78" | н/д | н/д | н/д | "Cypher" | "Cypher" | "Cypher" |
| Выпуск                         | Начало                         | 23 июня 2003 | 23 июня 2003 | 23 июня 2003 | 18 ноября 2003 | 9 июня 2004 | 9 июня 2004 | 9 июня 2004 | 9 июня 2004 | 19 октября 2004 | 27 апреля 2005 | 27 апреля 2005 | 27 апреля 2005 | 19 октября 2005 | 19 октября 2005 | 19 октября 2005 |
| Выпуск                         | Конец                          | 9 июня 2004 | 18 ноября 2003 | 9 июня 2004 | 9 июня 2004 | 27 апреля 2005 | 27 апреля 2005 | 27 апреля 2005 | 27 апреля 2005 | 13 июня 2005 | 19 октября 2005 | 19 октября 2005 | 19 октября 2005 | 7 августа 2006 | 7 августа 2006 | 7 августа 2006 |
| Модель                         | Номер модели                   | A1047 | A1047 | A1047 | A1047 | A1047 | A1047 | A1047 | A1047 | A1093 | A1047 | A1047 | A1047 | A1117 | A1117 | A1117 |
| Модель                         | Идентификатор                  | PowerMac7,2 | PowerMac7,2 | PowerMac7,2 | PowerMac7,2 | PowerMac7,3 | PowerMac7,3 | PowerMac7,3 | PowerMac7,3 | PowerMac9,1 | PowerMac7,3 | PowerMac7,3 | PowerMac7,3 | PowerMac11,2 | PowerMac11,2 | PowerMac11,2 |
| ЦП                             | Конфигурация                   | Один PowerPC 970 (G5) | Один PowerPC 970 (G5) | Два PowerPC 970 (G5) | Два PowerPC 970 (G5) | Два PowerPC 970FX (G5) | Два PowerPC 970FX (G5) | Два PowerPC 970FX (G5) | Два PowerPC 970FX (G5) | Один PowerPC 970FX (G5) | Два PowerPC 970FX (G5) | Два PowerPC 970FX (G5) | Два PowerPC 970FX (G5) | Один двухъядерный PowerPC 970MP (G5) | Один двухъядерный PowerPC 970MP (G5) | Два двухъядерных (четырёхъядерный) PowerPC 970MP (G5) |
| ЦП                             | Тактовая частота               | 1.6 ГГц | 1.8 ГГц | 2.0 ГГц | 1.8 ГГц | 1.8 ГГц | 1.8 ГГц | 2.0 ГГц | 2.5 ГГц | 1.8 ГГц | 2.0 ГГц | 2.3 ГГц | 2.7 ГГц | 2.0 ГГц | 2.3 ГГц | 2.5 ГГц |
| ЦП                             | Кэш                            | 64 КБ (для инструкций), 32 КБ (для данных) L1, 512 КБ L2 | 64 КБ (для инструкций), 32 КБ (для данных) L1, 512 КБ L2 | 64 КБ (для инструкций), 32 КБ (для данных) L1, 512 КБ L2 | 64 КБ (для инструкций), 32 КБ (для данных) L1, 512 КБ L2 | 64 КБ (для инструкций), 32 КБ (для данных) L1, 512 КБ L2 | 64 КБ (для инструкций), 32 КБ (для данных) L1, 512 КБ L2 | 64 КБ (для инструкций), 32 КБ (для данных) L1, 512 КБ L2 | 64 КБ (для инструкций), 32 КБ (для данных) L1, 512 КБ L2 | 64 КБ (для инструкций), 32 КБ (для данных) L1, 512 КБ L2 | 64 КБ (для инструкций), 32 КБ (для данных) L1, 512 КБ L2 | 64 КБ (для инструкций), 32 КБ (для данных) L1, 512 КБ L2 | 64 КБ (для инструкций), 32 КБ (для данных) L1, 512 КБ L2 | 64 КБ (для инструкций), 32 КБ (для данных) L1, 1 МБ L2 на ядро | 64 КБ (для инструкций), 32 КБ (для данных) L1, 1 МБ L2 на ядро | 64 КБ (для инструкций), 32 КБ (для данных) L1, 1 МБ L2 на ядро |
| ЦП                             | HyperTransport                 | 800, 900, 2x900 МГц или 2x1 ГГц (2:1) | 800, 900, 2x900 МГц или 2x1 ГГц (2:1) | 800, 900, 2x900 МГц или 2x1 ГГц (2:1) | 800, 900, 2x900 МГц или 2x1 ГГц (2:1) | 2x900 МГц, 2x1 ГГц или 2x1.25 ГГц (2:1) | 2x900 МГц, 2x1 ГГц или 2x1.25 ГГц (2:1) | 2x900 МГц, 2x1 ГГц или 2x1.25 ГГц (2:1) | 2x900 МГц, 2x1 ГГц или 2x1.25 ГГц (2:1) | 600 МГц (3:1) | 2x1 ГГц (2:1) | 2x1.15 ГГц (2:1) | 2x1.35 ГГц (2:1) | 2x1 ГГц (2:1) | 2x1.15 ГГц (2:1) | 2x1.25 ГГц (2:1) |
| ОЗУ                            | Количество                     | 256 МБ | 512 МБ | 512 МБ | 512 МБ | 256 МБ | 256 МБ | 512 МБ | 512 МБ | 256 МБ | 512 МБ | 512 МБ | 512 МБ | 512 МБ | 512 МБ | 512 МБ |
| ОЗУ                            | Тип                            | PC-2700 DDR SDRAM | PC-3200 DDR SDRAM | PC-3200 DDR SDRAM | PC-3200 DDR SDRAM | PC-2700 DDR SDRAM | PC-3200 DDR SDRAM | PC-3200 DDR SDRAM | PC-3200 DDR SDRAM | PC-3200 DDR SDRAM | PC-3200 DDR SDRAM | PC-3200 DDR SDRAM | PC-3200 DDR SDRAM | PC2-4200 DDR2 SDRAM | PC2-4200 DDR2 SDRAM | PC2-4200 DDR2 SDRAM |
| ОЗУ                            | Максимальный объём             | Расширяется до 4 ГБ | Расширяется до 8 ГБ | Расширяется до 8 ГБ | Расширяется до 8 ГБ | Расширяется до 4 ГБ | Расширяется до 4 ГБ | Расширяется до 8 ГБ | Расширяется до 8 ГБ | Расширяется до 4 ГБ | Расширяется до 4 ГБ | Расширяется до 8 ГБ | Расширяется до 8 ГБ | Расширяется до 16 ГБ | Расширяется до 16 ГБ | Расширяется до 16 ГБ |
| Видеокарта                     | Модель                         | NVIDIA GeForce FX 5200 Ultra, GeForce 6800 Ultra DDL, ATI Radeon 9600 Pro, or Radeon 9800 Pro | NVIDIA GeForce FX 5200 Ultra, GeForce 6800 Ultra DDL, ATI Radeon 9600 Pro, or Radeon 9800 Pro | NVIDIA GeForce FX 5200 Ultra, GeForce 6800 Ultra DDL, ATI Radeon 9600 Pro, or Radeon 9800 Pro | NVIDIA GeForce FX 5200 Ultra, GeForce 6800 Ultra DDL, ATI Radeon 9600 Pro, or Radeon 9800 Pro | NVIDIA GeForce FX 5200 Ultra | NVIDIA GeForce FX 5200 Ultra | NVIDIA GeForce FX 5200 Ultra | ATI Radeon 9600 XT | NVIDIA GeForce FX 5200 Ultra | ATI Radeon 9600 | ATI Radeon 9600 | ATI Radeon 9650 | NVIDIA GeForce 6600 LE | NVIDIA GeForce 6600 | NVIDIA GeForce 6600 |
| Видеокарта                     | Видеопамять                    | 64, 128 или 256 МБ DDR | 64, 128 или 256 МБ DDR | 64, 128 или 256 МБ DDR | 64, 128 или 256 МБ DDR | 64 МБ DDR | 64 МБ DDR | 64 МБ DDR | 128 МБ DDR | 64 МБ DDR | 128 МБ DDR | 128 МБ DDR | 256 МБ DDR | 128 МБ GDDR | 256 МБ GDDR | 256 МБ GDDR |
| Накопители                     | Жесткий диск                   | 80 ГБ Serial ATA 7200-rpm | 160 ГБ Serial ATA 7200-rpm | 160 ГБ Serial ATA 7200-rpm | 160 ГБ Serial ATA 7200-rpm | 80 ГБ Serial ATA 7200-rpm | 80 ГБ Serial ATA 7200-rpm | 160 ГБ Serial ATA 7200-rpm | 160 ГБ Serial ATA 7200-rpm | 80 ГБ Serial ATA 7200-rpm | 160 ГБ Serial ATA 7200-rpm | 250 ГБ Serial ATA 7200-rpm | 250 ГБ Serial ATA 7200-rpm | 160 ГБ Serial ATA 7200-rpm | 250 ГБ Serial ATA 7200-rpm | 250 ГБ Serial ATA 7200-rpm |
| Накопители                     | Оптический привод              | 4x SuperDrive 4x/8x/16x/8x/32x DVD-R/CD-RW | 4x SuperDrive 4x/8x/16x/8x/32x DVD-R/CD-RW | 4x SuperDrive 4x/8x/16x/8x/32x DVD-R/CD-RW | 4x SuperDrive 4x/8x/16x/8x/32x DVD-R/CD-RW | 8x SuperDrive 8x/10x/24x/10x/32x DVD-R/CD-RW | 8x SuperDrive 8x/10x/24x/10x/32x DVD-R/CD-RW | 8x SuperDrive 8x/10x/24x/10x/32x DVD-R/CD-RW | 8x SuperDrive 8x/10x/24x/10x/32x DVD-R/CD-RW | 8x SuperDrive 8x/10x/24x/10x/32x DVD-R/CD-RW | 16x SuperDrive DVD+R DL/DVD±RW/CD-RW | 16x SuperDrive DVD+R DL/DVD±RW/CD-RW | 16x SuperDrive DVD+R DL/DVD±RW/CD-RW | 16x SuperDrive DVD+R DL/DVD±RW/CD-RW | 16x SuperDrive DVD+R DL/DVD±RW/CD-RW | 16x SuperDrive DVD+R DL/DVD±RW/CD-RW |
| Периферия                      | Подключения                    | Опциональный AirPort Extreme 802.11b/g (внешняя антенна) Gigabit Ethernet 56k V.92 модем (опционально в модели конца 2004) Опциональный Bluetooth 1.1                                                        | Опциональный AirPort Extreme 802.11b/g (внешняя антенна) Gigabit Ethernet 56k V.92 модем (опционально в модели конца 2004) Опциональный Bluetooth 1.1                                                        | Опциональный AirPort Extreme 802.11b/g (внешняя антенна) Gigabit Ethernet 56k V.92 модем (опционально в модели конца 2004) Опциональный Bluetooth 1.1                                                        | Опциональный AirPort Extreme 802.11b/g (внешняя антенна) Gigabit Ethernet 56k V.92 модем (опционально в модели конца 2004) Опциональный Bluetooth 1.1                                                        | Опциональный AirPort Extreme 802.11b/g (внешняя антенна) Gigabit Ethernet 56k V.92 модем (опционально в модели конца 2004) Опциональный Bluetooth 1.1                                                        | Опциональный AirPort Extreme 802.11b/g (внешняя антенна) Gigabit Ethernet 56k V.92 модем (опционально в модели конца 2004) Опциональный Bluetooth 1.1                                                        | Опциональный AirPort Extreme 802.11b/g (внешняя антенна) Gigabit Ethernet 56k V.92 модем (опционально в модели конца 2004) Опциональный Bluetooth 1.1                                                        | Опциональный AirPort Extreme 802.11b/g (внешняя антенна) Gigabit Ethernet 56k V.92 модем (опционально в модели конца 2004) Опциональный Bluetooth 1.1                                                        | Опциональный AirPort Extreme 802.11b/g (внешняя антенна) Gigabit Ethernet 56k V.92 модем (опционально в модели конца 2004) Опциональный Bluetooth 1.1                                                        | Опциональный AirPort Extreme 802.11b/g (внешняя антенна) Gigabit Ethernet Опциональный 56k V.92 модем Опциональный Bluetooth 2.0+EDR                                                                         | Опциональный AirPort Extreme 802.11b/g (внешняя антенна) Gigabit Ethernet Опциональный 56k V.92 модем Опциональный Bluetooth 2.0+EDR                                                                         | Опциональный AirPort Extreme 802.11b/g (внешняя антенна) Gigabit Ethernet Опциональный 56k V.92 модем Опциональный Bluetooth 2.0+EDR                                                                         | Опциональный AirPort Extreme 802.11b/g (внешняя антенна) с картой Bluetooth 2.0+EDR. 2x Gigabit Ethernet Опциональный 56k V.92 USB модем                                                                     | Опциональный AirPort Extreme 802.11b/g (внешняя антенна) с картой Bluetooth 2.0+EDR. 2x Gigabit Ethernet Опциональный 56k V.92 USB модем                                                                     | Опциональный AirPort Extreme 802.11b/g (внешняя антенна) с картой Bluetooth 2.0+EDR. 2x Gigabit Ethernet Опциональный 56k V.92 USB модем                                                                     |
| Периферия                      | Слоты расширения               | 3x 33 МГц 64-битный PCI 1x 8x AGP Pro (1.6 ГГц) | 3x 33 МГц 64-битный PCI 1x 8x AGP Pro (1.6 ГГц) | 3x 33 МГц 64-битный PCI 1x 8x AGP Pro (1.6 ГГц) | 3x 33 МГц 64-битный PCI 1x 8x AGP Pro (1.6 ГГц) | 3x 33 МГц 64-битный PCI 1x 8x AGP Pro (1.8 ГГц) | 3x 33 МГц 64-битный PCI 1x 8x AGP Pro (1.8 ГГц) | 3x 33 МГц 64-битный PCI 1x 8x AGP Pro (1.8 ГГц) | 3x 33 МГц 64-битный PCI 1x 8x AGP Pro (1.8 ГГц) | 3x 33 МГц 64-битный PCI 1x 8x AGP Pro | 3x 33 МГц 64-битный PCI 1x 8x AGP Pro (2.0 ГГц) | 3x 33 МГц 64-битный PCI 1x 8x AGP Pro (2.0 ГГц) | 3x 33 МГц 64-битный PCI 1x 8x AGP Pro (2.0 ГГц) | 2x PCI Express x4 1x PCI Express x8 1x PCI Express x16 | 2x PCI Express x4 1x PCI Express x8 1x PCI Express x16 | 2x PCI Express x4 1x PCI Express x8 1x PCI Express x16 |
| Периферия                      | Слоты расширения               | 2x 100 МГц PCI-X 1x 133 МГц PCI-X 1x 8x AGP Pro (1.8 ГГц single+) | 2x 100 МГц PCI-X 1x 133 МГц PCI-X 1x 8x AGP Pro (1.8 ГГц single+) | 2x 100 МГц PCI-X 1x 133 МГц PCI-X 1x 8x AGP Pro (1.8 ГГц single+) | 2x 100 МГц PCI-X 1x 133 МГц PCI-X 1x 8x AGP Pro (1.8 ГГц single+) | 2x 100 МГц PCI-X 1x 133 МГц PCI-X 1x 8x AGP Pro (2.0 ГГц+) | 2x 100 МГц PCI-X 1x 133 МГц PCI-X 1x 8x AGP Pro (2.0 ГГц+) | 2x 100 МГц PCI-X 1x 133 МГц PCI-X 1x 8x AGP Pro (2.0 ГГц+) | 2x 100 МГц PCI-X 1x 133 МГц PCI-X 1x 8x AGP Pro (2.0 ГГц+) | 3x 33 МГц 64-битный PCI 1x 8x AGP Pro | 2x 100 МГц PCI-X 1x 133 МГц PCI-X 1x 8x AGP Pro (2.3 ГГц) | 2x 100 МГц PCI-X 1x 133 МГц PCI-X 1x 8x AGP Pro (2.3 ГГц) | 2x 100 МГц PCI-X 1x 133 МГц PCI-X 1x 8x AGP Pro (2.3 ГГц) | 2x PCI Express x4 1x PCI Express x8 1x PCI Express x16 | 2x PCI Express x4 1x PCI Express x8 1x PCI Express x16 | 2x PCI Express x4 1x PCI Express x8 1x PCI Express x16 |
| Периферия                      | Внешняя периферия              | 3x USB 2.0 2x Firewire 400 1x Firewire 800 Встроенный моно-динамик 1x Разъем аудио-входа mini-jack 2x Разъем аудио-выхода mini-jack 1x Оптический S/PDIF (Toslink) вход 1x Оптический S/PDIF (Toslink) выход | 3x USB 2.0 2x Firewire 400 1x Firewire 800 Встроенный моно-динамик 1x Разъем аудио-входа mini-jack 2x Разъем аудио-выхода mini-jack 1x Оптический S/PDIF (Toslink) вход 1x Оптический S/PDIF (Toslink) выход | 3x USB 2.0 2x Firewire 400 1x Firewire 800 Встроенный моно-динамик 1x Разъем аудио-входа mini-jack 2x Разъем аудио-выхода mini-jack 1x Оптический S/PDIF (Toslink) вход 1x Оптический S/PDIF (Toslink) выход | 3x USB 2.0 2x Firewire 400 1x Firewire 800 Встроенный моно-динамик 1x Разъем аудио-входа mini-jack 2x Разъем аудио-выхода mini-jack 1x Оптический S/PDIF (Toslink) вход 1x Оптический S/PDIF (Toslink) выход | 3x USB 2.0 2x Firewire 400 1x Firewire 800 Встроенный моно-динамик 1x Разъем аудио-входа mini-jack 2x Разъем аудио-выхода mini-jack 1x Оптический S/PDIF (Toslink) вход 1x Оптический S/PDIF (Toslink) выход | 3x USB 2.0 2x Firewire 400 1x Firewire 800 Встроенный моно-динамик 1x Разъем аудио-входа mini-jack 2x Разъем аудио-выхода mini-jack 1x Оптический S/PDIF (Toslink) вход 1x Оптический S/PDIF (Toslink) выход | 3x USB 2.0 2x Firewire 400 1x Firewire 800 Встроенный моно-динамик 1x Разъем аудио-входа mini-jack 2x Разъем аудио-выхода mini-jack 1x Оптический S/PDIF (Toslink) вход 1x Оптический S/PDIF (Toslink) выход | 3x USB 2.0 2x Firewire 400 1x Firewire 800 Встроенный моно-динамик 1x Разъем аудио-входа mini-jack 2x Разъем аудио-выхода mini-jack 1x Оптический S/PDIF (Toslink) вход 1x Оптический S/PDIF (Toslink) выход | 3x USB 2.0 2x Firewire 400 1x Firewire 800 Встроенный моно-динамик 1x Разъем аудио-входа mini-jack 2x Разъем аудио-выхода mini-jack 1x Оптический S/PDIF (Toslink) вход 1x Оптический S/PDIF (Toslink) выход | 3x USB 2.0 2x Firewire 400 1x Firewire 800 Встроенный моно-динамик 1x Разъем аудио-входа mini-jack 2x Разъем аудио-выхода mini-jack 1x Оптический S/PDIF (Toslink) вход 1x Оптический S/PDIF (Toslink) выход | 3x USB 2.0 2x Firewire 400 1x Firewire 800 Встроенный моно-динамик 1x Разъем аудио-входа mini-jack 2x Разъем аудио-выхода mini-jack 1x Оптический S/PDIF (Toslink) вход 1x Оптический S/PDIF (Toslink) выход | 3x USB 2.0 2x Firewire 400 1x Firewire 800 Встроенный моно-динамик 1x Разъем аудио-входа mini-jack 2x Разъем аудио-выхода mini-jack 1x Оптический S/PDIF (Toslink) вход 1x Оптический S/PDIF (Toslink) выход | 4x USB 2.0 2x Firewire 400 1x Firewire 800 Встроенный моно-динамик 1x Разъем аудио-входа mini-jack 2x Разъем аудио-выхода mini-jack 1x Оптический S/PDIF (Toslink) вход 1x Оптический S/PDIF (Toslink) выход | 4x USB 2.0 2x Firewire 400 1x Firewire 800 Встроенный моно-динамик 1x Разъем аудио-входа mini-jack 2x Разъем аудио-выхода mini-jack 1x Оптический S/PDIF (Toslink) вход 1x Оптический S/PDIF (Toslink) выход | 4x USB 2.0 2x Firewire 400 1x Firewire 800 Встроенный моно-динамик 1x Разъем аудио-входа mini-jack 2x Разъем аудио-выхода mini-jack 1x Оптический S/PDIF (Toslink) вход 1x Оптический S/PDIF (Toslink) выход |
| Последняя операционная система | Последняя операционная система | Mac OS X 10.5.8 "Leopard" | Mac OS X 10.5.8 "Leopard" | Mac OS X 10.5.8 "Leopard" | Mac OS X 10.5.8 "Leopard" | Mac OS X 10.5.8 "Leopard" | Mac OS X 10.5.8 "Leopard" | Mac OS X 10.5.8 "Leopard" | Mac OS X 10.5.8 "Leopard" | Mac OS X 10.5.8 "Leopard" | Mac OS X 10.5.8 "Leopard" | Mac OS X 10.5.8 "Leopard" | Mac OS X 10.5.8 "Leopard" | Mac OS X 10.5.8 "Leopard" | Mac OS X 10.5.8 "Leopard" | Mac OS X 10.5.8 "Leopard" |
| Вес                            | Вес                            | 39,2 фунта (18 кг) | 39,2 фунта (18 кг) | 39,2 фунта (18 кг) | 39,2 фунта (18 кг) | 44,4 фунта (20 кг) | 44,4 фунта (20 кг) | 44,4 фунта (20 кг) | 44,4 фунта (20 кг) | 36 фунтов (16 кг) | 44,4 фунта (20 кг) | 44,4 фунта (20 кг) | 44,4 фунта (20 кг) | 44,5–48,8 фунта (20–22 кг) | 44,5–48,8 фунта (20–22 кг) | 44,5–48,8 фунта (20–22 кг) |